# Eopenthes antennatus
Eopenthes antennatus är en skalbaggsart som beskrevs av Sharp 1908. Eopenthes antennatus ingår i släktet Eopenthes och familjen knäppare. Inga underarter finns listade i Catalogue of Life.